# Демократична левица
Вижте пояснителната страница за други значения на Демократична левица.
Демократична левица е името на коалицията и парламентарната група, която образуват БСП, ПК „Екогласност“ и БЗНС „Александър Стамболийски“ в парламентарните избори през 1994 и XXXVII народно събрание. Коалицията печели над 43% от гласовете и 125 мандата и съставя правителство, начело с Жан Виденов.
По време на политическата криза след оставката на Виденов коалицията получава мандат от президента Петър Стоянов за съставяне на второ правителство, който впоследствие е върнат от Николай Добрев и Георги Първанов.
В извънредните парламентарни избори през 1997 г. коалицията участва в състав БСП и ПК „Екогласност“.